# 프로톤-M
프로톤-M은 러시아의 대형 발사체이다. 프로톤 (로켓)의 최신형이다. 우크라이나 바이코누르 우주 기지 81번, 200번 발사대에서 발사한다. 프로톤 (로켓)과 프로톤-K는 퇴역했고, 현재 프로톤-M만 사용중이다.

## 역사
2001년 4월 7일 최초발사했다. 기본형은 3단형이며, 옵션으로 4단형이 가능하다.
프로톤-M은 23톤의 저궤도 인공위성, 6.3톤의 정지궤도 인공위성을 발사할 수 있다. 프로톤 미듐은 정지궤도 5톤, 프로톤 라이트는 정지궤도 3.6톤을 발사할 수 있다.
- 프로톤 (로켓), ICBM, 최초발사 1965년 7월 16일
- 프로톤-K, 우주발사체, 최초발사 1967년 3월 10일
- 프로톤-M, 우주발사체, 최초발사 2001년 4월 7일